# 중량파

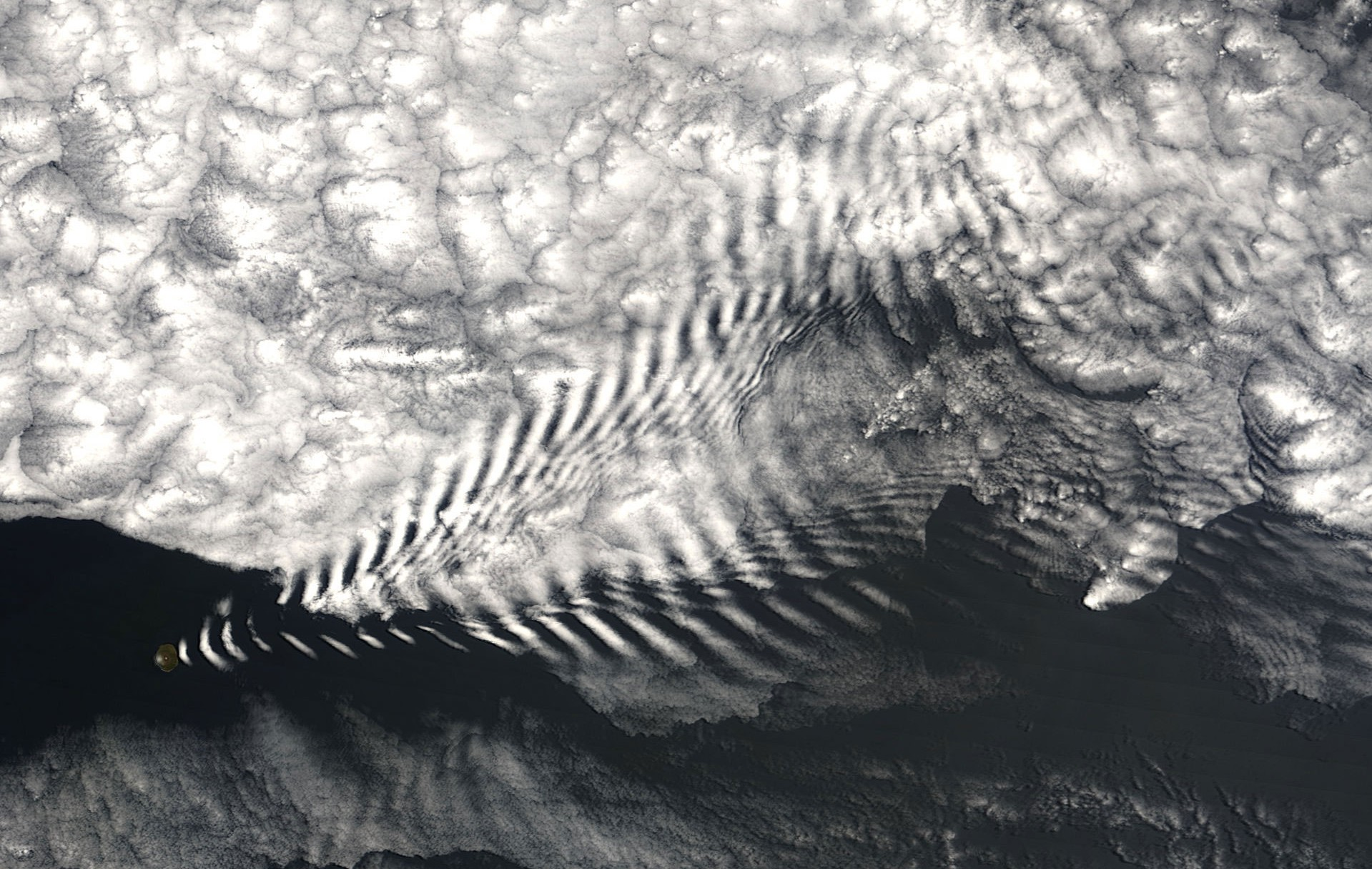

유체역학에서, 중량파(영어: gravity waves) 또는 중력파(重力波)는 유체매질이나, 중력 또는 부력의 복원력을 가진 두 매질 사이의 계면에서 발생한다. 풍랑을 만드는 대기와 대양 사이의 계면을 한 예로 들 수 있다.
한 계면에서 또는 내부에서 서로다른 밀도를 가진 영역에 대하여 유체요소가 옮겨갈 때, 중력은 평형을 회복하려고 하며, 그 결과 평형 상태 또는 파동 궤도(wave orbit)에 대한 진동을 만들어낸다. 대양의 대기와 바다 계면에서 생기는 중량파는 표면 중량파(surface gravity wave) 또는 표면파(surface wave), 물 속의 서로 밀도가 다른 부분 사이에서 생기는 중량파는 내부파라고 불린다. 물의 표면에서 바람에 의해 생기는 파는 중량파의 한 예이며, 쓰나미와 조수는 다른 것이다.
연못, 호수, 그리고 바다와 대양의 자유표면(액체와 기체가 만나는 면)에서 바람에 의해 생기는 중량파 즉, 풍파는 0.03Hz~3Hz의 주파수(30초~0.3초 주기)를 갖는다. 단파(주파수가 3MHz에서 30MHz 정도인 전자기파)는 표면의 응력에 의해 영향받을 수 있는데, 이것을 중력-장력파 또는 중력의 영향을 아주많이 받을 경우에는 표면장력파라고 불린다. 대체적으로, 소위 말하는 장주기 중량파(infragravity wave)는 저조파 비선형파와 풍랑의 상호작용때문에 발생하는데, 이것은 함께 동반되는 풍파보다 더 긴 주기를 갖는다.
지구의 대기에서, 중량파는 높이에 따른 운동량의 운송에 대한 메커니즘이다. 중량파는 정면의 시스템이나 산 너머의 기류에 의해 대류권에서 생겨난다. 처음에, 파는 평균 속도에 대해 눈에 띄는 변화 없이 대기를 통해 전달된다. 하지만 파가 더 높은 고도의 희박한 공기까지 도달하면, 진폭은 증가하고 비선형적인 효과가 파를 혼란스럽게 만들면서 그 운동량을 평균 유량(mean flow)으로 전달시킨다. 이 과정은 중부대기(25∼105km의 고도범위)의 역학을 제어하는데 중요한 역할을 한다.
파상수가 κ인 선형적인 중량파의 위상 속도c가 다음 공식에 의해 주어진다고 하자.
c=√(g/k)
여기서 g는 중력 가속도이다.
표면의 응력이 클 때, 이것은 다음과 같이 다시 쓰여져야 한다.
c=√(g/k+σk/ρ) .
여기서 ρ는 밀도이며, σ는 표면응력상수이다.
각진동수를 ω이라고 할 때, c=ω/k 이므로, 중량파의 각 진동수는 다음과 같이 표현될수 있다.
ω=√gk.
파의 군속도를 c_g라고 하면, c_g=dω/dk이고 따라서 중량파에 대하여
c_g=1/2 √(g/k)=1/2 c
로 표현될 수 있다.
군 속도는 위상속도의 반이 된다. 이렇게 위상 속도와 군속도가 다른 파를 분산파(dispersive wave)라고 한다.
풍랑은 그 이름에서 알 수 있듯이 대기에서 바다의 표면으로 에너지를 전달시키는 바람에 의해 형성된 것이며,  표면장력-중량 파는 이것의 형성에 중요한 역할을 한다. 처음 제시한 사람인 필립스와 마일스의 이름을 딴 서로다른 두개의 메커니즘이 있다. 필립스의 메카니즘에서, 바다의 표면은 처음에는 평평하다가 사나운 바람이 그 표면위에서 불게 된다. 흐름이 거칠어지면 평균 유량에 덧붙여져서 무작위적으로 속도장이 변하게 된다. 변동하는 속도장은 공기와 물의 계면에서 작용하는 응력(접선과 법선 방향 모두)에도 변동이 생기게 한다. 수직방향의 응력은 힘을 주는 항으로서 작용한다. 만약 이 힘을 주는 항의 진동수와 파상수(ω,k)가 표면장력-중량파 진동의 유형과 들어맞는다면, 그리고 공명이 생긴다면, 파의 진폭은 더 커지게 된다. 다른 공명적인 효과와 같이, 이 파의 진폭은 시간에 따라 선형적으로 증가한다.
공기와 물의 계면에는 표면장력-중량파 때문에 생기는 표면 거칠기(surface roughness)가 부여되고 파 성장의 두번째 단계가 발생하게 된다. 위에 묘사된 것처럼 자발적으로 또는 실험실 환경속에서 표면 위에서 생겨난 파는 마일스에 의해 설명된 방법으로 난류적인 평균유량과 상호작용 하게 된다. 이것이 소위 말하는 임계층 메커니즘이다. 임계층은 파의 속도 c가 평균 난류 유량인 U와 같아지는 고도에서 형성된다. 그 흐름은 난류이기 때문에 그것의 평균 도표는 대수적이며, 따라서 두번째 편차는 음수가 된다. 이것은 정밀하게 임계층을 통해서 이것의 에너지를 계면으로 전달하기 위한 평균 유량의 조건이다. 계면으로의 에너지 공급은 불안정하며 시간에 따라 계면에 있는 파의 진폭에 영향을 끼친다. 선형의 불안정상태의 다른 예들에서처럼 이 단계에서 교란의 성장 속도는 시간에 따라 지수함수적이다.
이 마일스-필립스 메커니즘 과정은 평형상태에 도달할때까지 또는 바람이 에너지를 중량파로 전전달시키는 것 멈출 때까지 계속될수 있다. 또는 취송거리로 알려진 곳까지 바람이 바다로부터 달아나버리게 되면 멈추게 된다.

## 같이 보기
- 성진학
- 중간권
- 레일리-테일러 불안정

## 참고 문헌
- Gill, A. E., "Gravity wave". Atmosphere Ocean Dynamics, Academic Press, 1982.